# برج زیاد
برج زیاد روستایی است در دهستان القورات از توابع بخش مرکزی شهرستان بیرجند، واقع در استان خراسان جنوبی که بر پایه سرشماری عمومی نفوس و مسکن در سال ۱۳۹۵ جمعیت این روستا ۶۶ نفر (در ۲۷ خانوار) و در سال ۱۳۸۵ ۱۱۹ نفر (در ۳۶ خانوار) بوده‌است.